# Gran Premio motociclistico di Germania 1959
Il Gran Premio motociclistico di Germania fu il terzo appuntamento del motomondiale 1959.
Si svolse il 14 giugno 1959 ad Hockenheim alla presenza di oltre 100.000 spettatori. Erano in programma tutte le classi.
"Quaterna" MV Agusta tra le moto sciolte: 125 e 250 furono vinte da Carlo Ubbiali, mentre in 350 e 500 John Surtees non ebbe rivali.
Nei sidecar, Florian Camathias riuscì a vincere la resistenza di Walter Schneider.

## Classe 500

### Arrivati al traguardo
| Pos. | Pilota            | Moto      | Tempo        | Punti |
| ---- | ----------------- | --------- | ------------ | ----- |
| 1    | John Surtees      | MV Agusta | 1h 02' 56" 9 | 8     |
| 2    | Remo Venturi      | MV Agusta | +14" 5       | 6     |
| 3    | Bob Brown         | Norton    | +1 giro      | 4     |
| 4    | Ken Kavanagh      | Norton    | +1 giro      | 3     |
| 5    | John Hempleman    | Norton    | +2 giri      | 2     |
| 6    | Alois Huber       | BMW       | +2 giri      | 1     |
| 7    | Geoff Tanner      | Norton    |              |       |
| 8    | Ernst Hiller      | BMW       |              |       |
| 9    | Geoff Duke        | Norton    |              |       |
| 10   | Hans-Günter Jäger | BMW       |              |       |
| 11   | Evert Carlsson    | BMW       |              |       |
| 12   | Ron Miles         | Norton    |              |       |
| 13   | Rudolf Gläser     | Norton    |              |       |
| 14   | Yvon Callede      | Norton    |              |       |

### Ritirati
| Pilota            | Moto      | Motivo ritiro |
| ----------------- | --------- | ------------- |
| Paddy Driver      | Norton    |               |
| Lothar John       | BMW       |               |
| Jim Redman        | Norton    |               |
| Tom Phillis       | Norton    |               |
| Ernesto Brambilla | MV Agusta |               |
| Dickie Dale       | BMW       |               |
| Jean-Pierre Bayle | Norton    |               |
| Gary Hocking      | Norton    |               |
| Walter Scheimann  | Norton    |               |

## Classe 350
33 piloti alla partenza, 19 al traguardo.

### Arrivati al traguardo
| Pos. | Pilota            | Moto      | Tempo     | Punti |
| ---- | ----------------- | --------- | --------- | ----- |
| 1    | John Surtees      | MV Agusta | 52' 11" 2 | 8     |
| 2    | Gary Hocking      | Norton    | +43"      | 6     |
| 3    | Ernesto Brambilla | MV Agusta | +51" 8    | 4     |
| 4    | Geoff Duke        | Norton    | +56" 7    | 3     |
| 5    | John Hempleman    | Norton    | +1' 22" 4 | 2     |
| 6    | Jim Redman        | Norton    | +1' 26" 6 | 1     |
| 7    | František Šťastný | Jawa      | +2' 57" 9 |       |
| 8    | Hans Pesl         | Norton    | +1 giro   |       |
| 9    | Heinz Kauert      | AJS       | +1 giro   |       |
| 10   | Karl Hoppe        | AJS       | +1 giro   |       |
| 11   | Jacques Insermini | Norton    | +1 giro   |       |

### Ritirati
| Pilota           | Moto   | Motivo ritiro |
| ---------------- | ------ | ------------- |
| Paddy Driver     | Norton |               |
| Martinus Van Son | n.d.   |               |
| Ken Kavanagh     | Norton |               |
| Alastair King    | Norton | caduta        |

## Classe 250
32 piloti alla partenza, 15 al traguardo.

### Arrivati al traguardo
| Pos. | Pilota            | Moto        | Tempo     | Punti |
| ---- | ----------------- | ----------- | --------- | ----- |
| 1    | Carlo Ubbiali     | MV Agusta   | 52' 30" 2 | 8     |
| 2    | Emilio Mendogni   | Moto Morini | +0" 3     | 6     |
| 3    | Horst Fügner      | MZ          | +0" 8     | 4     |
| 4    | Libero Liberati   | Moto Morini | +44" 2    | 3     |
| 5    | Mike Hailwood     | FB Mondial  | +1' 46" 6 | 2     |
| 6    | Geoff Duke        | Benelli     | +1 giro   | 1     |
| 7    | Horst Kassner     | NSU         | +1 giro   |       |
| 8    | Silvio Grassetti  | Benelli     | +1 giro   |       |
| 9    | Michael Schneider | NSU         | +1 giro   |       |
| 10   | Xaver Heiß        | NSU         | +1 giro   |       |

### Ritirati
| Pilota            | Moto      | Motivo ritiro  |
| ----------------- | --------- | -------------- |
| Tarquinio Provini | MV Agusta |                |
| Luigi Taveri      | MZ        |                |
| Ernst Degner      | MZ        | noie al motore |

## Classe 125
8 piloti ritirati.

### Arrivati al traguardo
| Pos. | Pilota            | Moto      | Tempo     | Punti |
| ---- | ----------------- | --------- | --------- | ----- |
| 1    | Carlo Ubbiali     | MV Agusta | 44' 10" 9 | 8     |
| 2    | Tarquinio Provini | MV Agusta | +0" 1     | 6     |
| 3    | Mike Hailwood     | Ducati    | +3" 6     | 4     |
| 4    | Francesco Villa   | Ducati    | +8" 1     | 3     |
| 5    | Bruno Spaggiari   | Ducati    | +9"       | 2     |
| 6    | Ernst Degner      | MZ        | +1' 40" 1 | 1     |

### Ritirati
| Pilota       | Moto | Motivo ritiro    |
| ------------ | ---- | ---------------- |
| Luigi Taveri | MZ   | guasto al motore |

## Classe sidecar

### Arrivati al traguardo
| Pos | Pilota            | Passeggero         | Moto | Tempo     | Punti |
| --- | ----------------- | ------------------ | ---- | --------- | ----- |
| 1   | Florian Camathias | Hilmar Cecco       | BMW  | 35' 29"   | 8     |
| 2   | Walter Schneider  | Hans Strauß        | BMW  | +1" 8     | 6     |
| 3   | Max Deubel        | Horst Höhler       | BMW  | +1' 09" 2 | 4     |
| 4   | Loni Neußner      | Tony Partridge     | BMW  | +1' 45" 6 | 3     |
| 5   | Fritz Scheidegger | Horst Burkhardt    | BMW  |           | 2     |
| 6   | August Rohsiepe   | Arthur Gardyanczik | BMW  |           | 1     |

## Fonti e bibliografia
- Corriere dello Sport, 15 giugno 1959, pag. 8.
- Risultati della 500 su autosport.com, su autosport.com.